# Thomas Gravesen
Thomas Gravesen (n. 11 martie 1976, Vejle, regiunea Syddanmark, Danemarca) este un fost fotbalist internațional danez, care a activat ca mijlocaș.
Gravesen a jucat la nivel profesionist în Danemarca, Germania, Anglia, Spania și Scoția, pentru Vejle Boldklub, Hamburger SV, Everton, Real Madrid și Celtic FC respectiv.

## Statistici carieră
|               |                |                | Campionat | Campionat | Cupă            | Cupă            | Cupa Ligii          | Cupa Ligii          | Continental | Continental | Total | Total  |
| Sezon         | Club           | Ligă           | Apps      | Goluri    | Apps            | Goluri          | Apps                | Goluri              | Apps        | Goluri      | Apps  | Goluri |
| Danemarca     | Danemarca      | Danemarca      | Campionat | Campionat | Cupa Danemarcei | Cupa Danemarcei | Cupa Ligii          | Cupa Ligii          | Europe      | Europe      | Total | Total  |
| ------------- | -------------- | -------------- | --------- | --------- | --------------- | --------------- | ------------------- | ------------------- | ----------- | ----------- | ----- | ------ |
| 1995–96       | Vejle Boldklub | Superliga      | 28        | 2         |                 |                 |                     |                     |             |             |       |        |
| 1996–97       | Vejle Boldklub | Superliga      | 30        | 8         |                 |                 |                     |                     |             |             |       |        |
| Germania      | Germania       | Germania       | Campionat | Campionat | DFB-Pokal       | DFB-Pokal       | Other               | Other               | Europe      | Europe      | Total | Total  |
| 1997–98       | Hamburger SV   | Bundesliga     | 26        | 2         |                 |                 |                     |                     |             |             |       |        |
| 1998–99       | Hamburger SV   | Bundesliga     | 22        | 3         |                 |                 |                     |                     |             |             |       |        |
| 1999–00       | Hamburger SV   | Bundesliga     | 26        | 1         |                 |                 |                     |                     |             |             |       |        |
| Anglia        | Anglia         | Anglia         | Campionat | Campionat | FA Cup          | FA Cup          | League Cup          | League Cup          | Europe      | Europe      | Total | Total  |
| 2000–01       | Everton        | Premier League | 32        | 2         |                 |                 |                     |                     |             |             |       |        |
| 2001–02       | Everton        | Premier League | 25        | 2         |                 |                 |                     |                     |             |             |       |        |
| 2002–03       | Everton        | Premier League | 33        | 1         |                 |                 |                     |                     |             |             |       |        |
| 2003–04       | Everton        | Premier League | 30        | 2         |                 |                 |                     |                     |             |             |       |        |
| 2004–05       | Everton        | Premier League | 21        | 4         |                 |                 |                     |                     |             |             |       |        |
| Spania        | Spania         | Spania         | Campionat | Campionat | Copa del Rey    | Copa del Rey    | Supercopa de España | Supercopa de España | Europe      | Europe      | Total | Total  |
| 2004–05       | Real Madrid    | La Liga        | 17        | 1         |                 |                 |                     |                     | 2           | 0           |       |        |
| 2005–06       | Real Madrid    | La Liga        | 17        | 0         |                 |                 |                     |                     |             |             |       |        |
| Scoția        | Scoția         | Scoția         | Campionat | Campionat | Scottish Cup    | Scottish Cup    | League Cup          | League Cup          | Europe      | Europe      | Total | Total  |
| 2006–07       | Celtic         | Premier League | 22        | 6         |                 |                 |                     |                     |             |             |       |        |
| Anglia        | Anglia         | Anglia         | Campionat | Campionat | FA Cup          | FA Cup          | League Cup          | League Cup          | Europe      | Europe      | Total | Total  |
| 2007–08       | Everton        | Premier League | 8         | 0         |                 |                 |                     |                     |             |             |       |        |
| Scoția        | Scoția         | Scoția         | Campionat | Campionat | Scottish Cup    | Scottish Cup    | Cupa Ligii          | Cupa Ligii          | Europe      | Europe      | Total | Total  |
| 2008–09       | Celtic         | Premier League | 0         | 0         |                 |                 |                     |                     |             |             |       |        |
| Total         | Danemarca      | Danemarca      | 58        | 10        |                 |                 |                     |                     |             |             |       |        |
| Total         | Germania       | Germania       | 74        | 6         |                 |                 |                     |                     |             |             |       |        |
| Total         | Anglia         | Anglia         | 149       | 11        |                 |                 |                     |                     |             |             |       |        |
| Total         | Spania         | Spania         | 34        | 1         |                 |                 |                     |                     |             |             |       |        |
| Total         | Scoția         | Scoția         | 22        | 6         |                 |                 |                     |                     |             |             |       |        |
| Total carieră | Total carieră  | Total carieră  | 337       | 34        |                 |                 |                     |                     |             |             |       |        |

## Internațional
| Danemarca | Danemarca | Danemarca |
| An        | Meciuri   | Goluri    |
| --------- | --------- | --------- |
| 1998      | 3         | 0         |
| 1999      | 2         | 0         |
| 2000      | 8         | 0         |
| 2001      | 6         | 2         |
| 2002      | 12        | 0         |
| 2003      | 10        | 3         |
| 2004      | 11        | 0         |
| 2005      | 8         | 0         |
| 2006      | 6         | 0         |
| Total     | 66        | 5         |

### Goluri internaționale
| # | Data           | Stadion              | Oponent   | Scor | Rezultat | Competiția                                             |
| - | -------------- | -------------------- | --------- | ---- | -------- | ------------------------------------------------------ |
| 1 | 6 October 2001 | Copenhaga, Danemarca | Islanda   | 3–0  | 6–0      | Calificările pentru Campionatul Mondial de Fotbal 2002 |
| 2 | 6 October 2001 | Copenhaga, Danemarca | Islanda   | 4–0  | 6–0      | Calificările pentru Campionatul Mondial de Fotbal 2002 |
| 3 | 29 March 2003  | București, România   | România   | 2–2  | 5–2      | Preliminariile Campionatului European de Fotbal 2004   |
| 4 | 30 April 2003  | Copenhaga, Danemarca | Ucraina   | 1–0  | 1–0      | Meci amical                                            |
| 5 | 11 June 2003   | Luxemburg, Luxemburg | Luxemburg | 2–0  | 2–0      | Preliminariile Campionatului European de Fotbal 2004   |

## Palmares
Vejle BK
- Superliga Daneză:

Finalist: 1996–97
Real Madrid
- La Liga: 2004–05

Finalist: 2005–06
Celtic
- Prima Ligă Scoțiană: 2006-07